# Українці Йорданії
Українці Йорданії — особи з українським громадянством або національністю, які перебувають на території Королівства Йорданія. Задля збереження рідної мови та культури створено культурні центри, діють ініціативні групи, що співпрацюють з Посольством України в Йорданському Хашимітському Королівстві.

## Історія
Ще починаючи з часів Радянського Союзу до України традиційно приїздила велика кількість громадян Йорданії з метою здобуття вищої освіти. За станом на сьогодні, в Україні продовжує навчатися більш ніж 3 тис. йорданських студентів. Багато з них створюють сім'ї з громадянками України, які потім переїжджають на проживання до Йорданії. Дітям від таких змішаних шлюбів оформляється українське громадянство за народженням. Тому сучасною рисою української громади в Йорданії є те, що вона переважно складається з жінок-громадянок України, одружених з громадянами Йорданії та дітей від змішаних шлюбів.
Кількість таких громадян України, які проживають в Йорданії, рахуючи дітей налічує близько 5 тис. осіб. Містами проживання українських громадян є найбільші міста Йорданії — Амман, Зарка, Мадаба, Ірбід, Акаба, Карак. Окремий відсоток становлять туристи та мандрівники з України, що тимчасово перебувають в Йорданії.

## Організації
Тривалий час над українцями в цій країні домінував російський культурний центр, створений ще в радянські часи. Втім впродовж 2014—2016 років відбулося згуртування української громади в Йорданії. Суттєвим результатом роботи стало започаткування та урочисте відкриття 3 вересня 2016 року культурного центру «Українська хата в Йорданії» (координатором є Ольга Завидняк), яке було присвячене до 25-ї річниці незалежності України. Натепер нараховує 300 осіб, переважно педагоги, музиканти, художники, спортсмени, поети, культурні діячі. Відомою активісткою є поетеса вікторія Абу-Кадум. Створено дитячий гурток естрадного вокалу «ЮА Кідс», який 2015 року представив Україну на різдвяній благодійній дипломатичній ярмарці в Аммані, столиці держави.
30 грудня 2016 року, за підтримки Посольства України, відбулась офіційна церемонія відкриття Українського культурного центру «Водограй». Метою даних закладів є поширення української мови та культури серед української громади та місцевого населення. В центрах проводяться гуртки та уроки: української та арабської мов, творчості, образотворчого мистецтва, сучасної хореографії, традиційного гопаку, дитячого фітнесу та інші.
Влаштовуються свята з нагоди дня народження українського поета Тараса Шевченка, Дня Незалежності, Дня Соборності, відзначаються Рідзво та Великдень. Українська громада активно підтримує України з початком російської агресії в Криму та на Донбасі, влаштовуючи акції, збираючи пожертви.
2017 року активно сприяла закладаню в Аммані Парку українсько-йорданської дружби, коли було висаджено 350 дерев з України. Саджанці з України для Йорданії безкоштовно надав Національний ботанічний сад ім. М. М. Гришка.